# 돌 하우스 (영화)
돌 하우스(일본어: ドールハウス)는 2025년 6월 13일에 개봉된 일본 영화이다. 각본과 연출은 야구치 시노부, 주연은 나가사와 마사미.
5세의 딸·아이를 잃은 스즈키 요시에가, 골동품 시장에서 죽은 딸과 닮은 사랑스러운 소녀 인형을 손에 넣은 것이 발단이 되어, 스즈키 일가에 기묘한 사건이 일어나, 곧 공포에 휩쓸려 가는 모습이 그려진다.
제45회 판타스포르토 국제 영화제에서 그랑프리가 되는 “최우수 작품상”를 수상했다.

## 출연

### 주요 인물
스즈키 요시에 - 나가사와 마사미
5세의 딸·아이를 잃고, 골동품 시장에서 메이를 닮은 소녀 인형·아야를 찾아낸다.
스즈키 타다히코 - 세토 코지
요시에의 남편. 종합병원의 간호사. 요시에와 함께 인형의 수수께끼에 다가간다.
스즈키 마이 - 이케무라 아오이
새로 태어난 스즈에와 다다히코의 딸. 5세의 어느 날, 옷장의 안쪽에서 인형을 찾아, 함께 놀게 된다.
스즈키 메이 - 혼다 토토카
마이의 언니. 5세에 사망했다.
칸다 - 다나카 테츠지
주금사(呪禁師). 요시와 타다히코의 눈앞에 나타난다.
야마모토 - 야스다 켄
경찰.
스즈키 토시코 - 후부키 준
타다히코의 어머니. 은거하고 홀로 생활.

### 그 외
- 콘노 히로키[5], 니시다 나오미[5], 시나가와 토오루[5]

## 스태프
- 각본・감독 - 야구치 시노부
- 주제가 - 즛토마요「形」（유니버설 뮤직 그룹）[6]
- 제작 - 이치카와 미나미, 우에다 타이치
- 이그제큐티브 프로듀서 - 우스이 히사시
- 기획・프로듀 - 엔도 마나부, 야마노 아키라
- 프로듀서 - 후카츠 토모오
- 촬영 - 타카기 후타
- 조명 - 이치카와 토쿠미츠
- 미술 - 가나카츠 히로카즈
- 장식 - 스즈키 히토시
- 녹음 - 이케다 마사키
- 편집 - 미야지마 류지
- 특수 메이크업・특수 조형 - 후지와라 쿠세이 (더미 헤드 디자인즈)
- 의상 - 오기다 코지, 하야후네 미츠노리
- 헤어 메이크업 - 우메하라 사토코
- 헤어 메이크업 (나가사와 마사미) - 지바 토모코
- 소품 - 야마우치 에이코
- 음향 효과 - 이토 미즈키
- 스크립터 - 후루야 마도카
- 조감독 - 오카베 테츠야
- 음악 프로듀서 - 기타하라 쿄코
- 배급 - 도호[5]
- 제작 프로덕션 - 에피스코프
- 제작 - TOHO 스튜디오, DJANGO FILM[7]

## 미디어 믹스

### 노블라이즈
- 「영화 노벨라이즈 돌 하우스」 (원안-야구치 시노부/저자-야마 유타카, 2025년 4월 9일 발매)[8] 〈후타바 문고〉ISBN 978-4-575-52841-1）

### 만화
- 「영화 코미컬라이즈 돌 하우스」 (원안-야구치 시노부/저자- 토츠노 타카히데, 2025년 4월 24일 발매)[9] 〈후타바 문고〉ISBN 978-4-575-44082-9）